# Icterus spurius
El turpial castaño (Icterus spurius), también denominado turpial hortelano, turpial de los huertos, bolsero castaño, calandria castaña y chichiltote castaño, es una especie de ave paseriforme de la familia Icteridae propia de América. Es un pájaro migratorio que cría en el este de Norteamérica y pasa el invierno en América Central y el norte de Sudamérica.

## Descripción
Es de pequeño tamaño, de 16 cm de longitud y un peso de unos 16 g. Los adultos tienen rayas blancas en las alas. El macho adulto es castaño en las partes inferiores y negro en las superiores. La hembra adulta es verde oliva en las partes superiores, y amarillenta en el pecho y el vientre. 

## Distribución y hábitat
Su hábitat de cría son áreas semiabiertas con árboles caducifolios desde el este de Norteamérica hasta el centro de México, a menudo cerca del agua. Migra en bandadas para pasar el invierno en el sur de México, Centroamérica, hasta el norte de Colombia y al noroeste de Venezuela. 

## Comportamiento
El nido es una bolsa firmemente tejida unida a una rama horizontal. Pueden anidar en pequeñas colonias.
Buscan alimento entre los árboles y arbustos. También realizan vuelos cortos para atrapar insectos y libar flores. Su alimentación se basa principalmente en insectos, bayas, néctar y flores.

## Taxonomía
El nombre de spurius (falso) se debe a la identificación errónea inicial del macho con una hembra de turpial de Baltimore.